# Mataparent rosa i blanc
El mataparent rosa i blanc (Pulchroboletus roseoalbidus) és una espècie de mataparent del grup dels mataparents xerocomoides. Pertany a la família de les boletàcies, de l’ordre de les boletals. Es reconeix per la mida més aviat petita, la superfície del barret de tons rosats, algun cop vermellosa, la cama radicant i coberta de puntuacions vermelles, especialment a la part inferior, sense reticle, amb miceli basal blanc; la carn groguenca, rosàcia vermellosa en la perifèria del barret i que blaveja amb rapidesa.

## Taxonomia
Va ser descrita originalment com Xerocomus roseoalbidus Alessio & Littini, més tard considerat Boletus roseoalbidus (Alessio & Littini) G. Moreno & Heykoop i el binomi actual és Pulchroboletus roseoalbidus (Alessio & Littini) Gelardi, Vizzini & Simonini

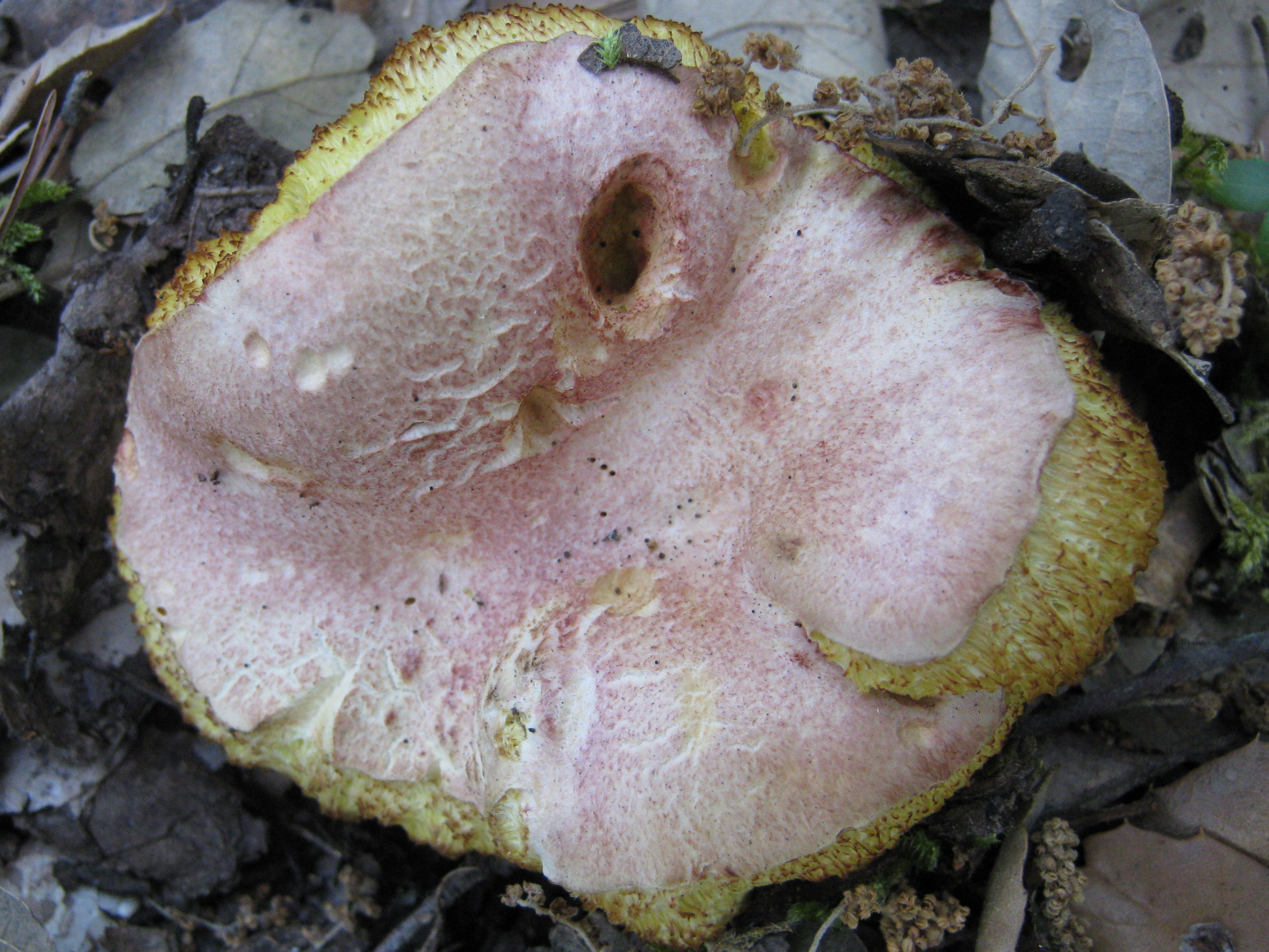
Superfície del barret del mataparent rosa i blanc (Pulchroboletus roseoalbidus)

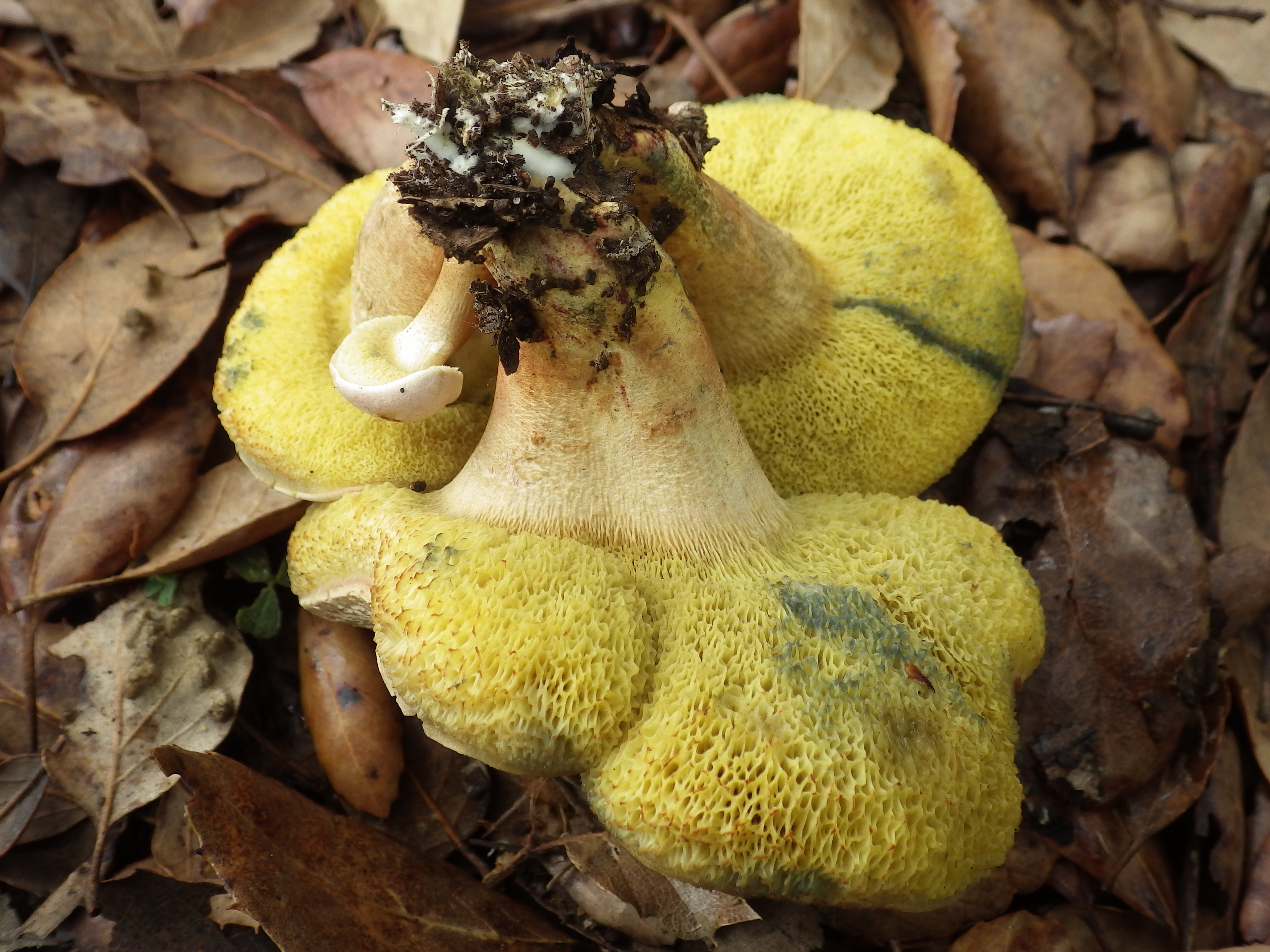
Revers del mataparent rosa i blanc (Pulchroboletus roseoalbidus)

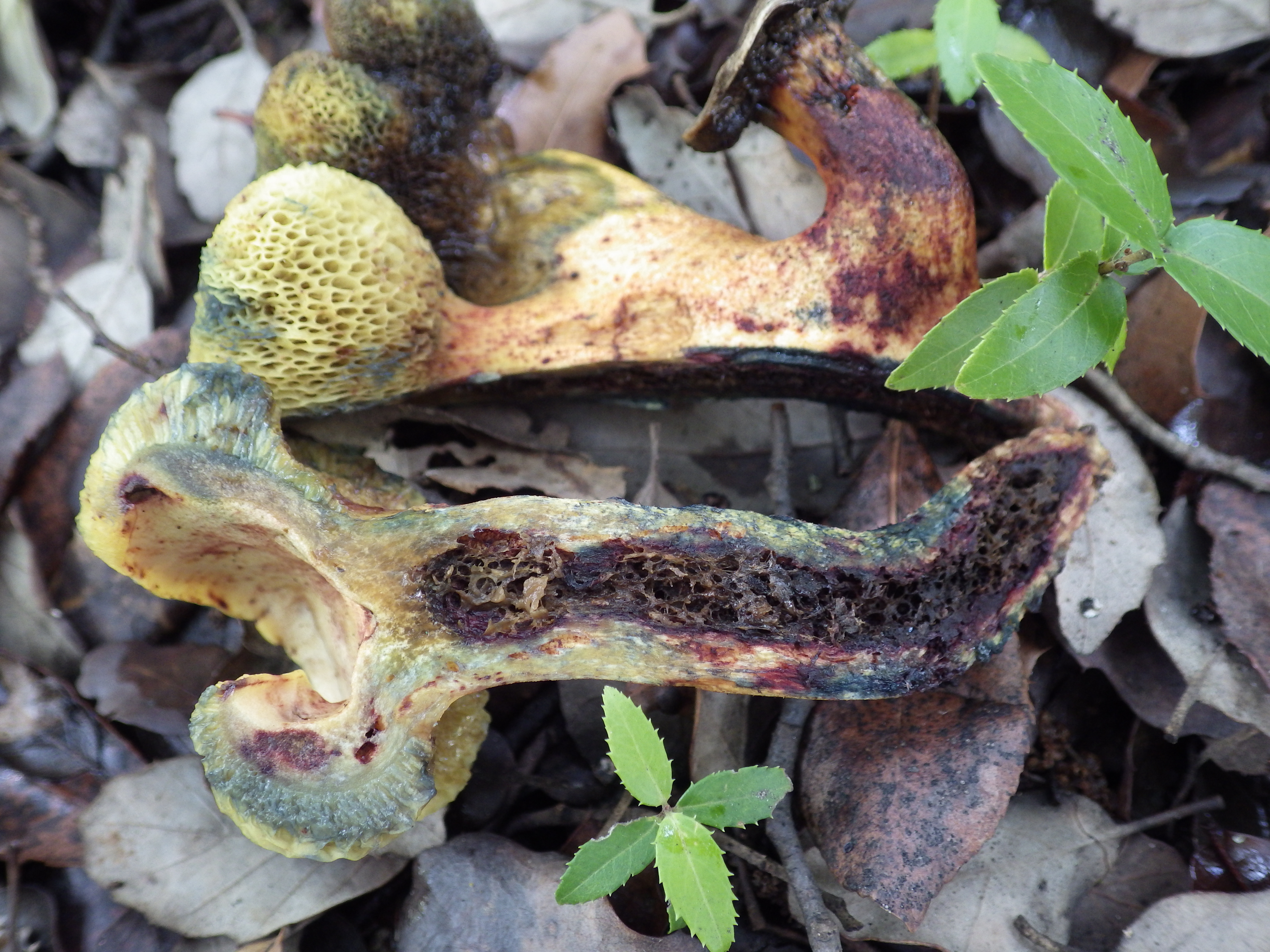
Secció longitudinal del mataparent rosa i blanc (Pulchroboletus roseoalbidus)

## Descripció
Bolets de solitaris a cespitosos, sovint en fascicles, formant flotes; de petits a mitjans; de barrets fins a 10 cm de diàmetre; hemisfèric de jove, després convex per finalitzar aplanat; superfície llisa, mat, seca, de pruïnosa a lleugerament viscosa en temps humit, a vegades clivellada; amb depressions i bonys, de color rosaci a ocre rosaci, que amb la maduració tendeix a decolorar-se gradualment per quedar crema rosaci o beix rosaci; a vegades amb àrees vermell vinàcies; de gairebé immutable a tenyir-se de vermell porpra intens al frec, blava quan es lesiona; subcutícula rosa-porpra; marge excedent.
Tubs groc viu, blavegen al tall; porus angulosos, groc intens; blaus a la pressió.
Cama de fins a 9 cm de longitud; de cilíndrica a afusada, radicant; superfície de groga a groguenca en la part superior, lleugerament puntejades de vermell ataronjat, en la zona anular l'ornamentació granular és més manifesta, cap el peu els grànuls són menys manifestos però més densos i de color vermell; reticle absent; no blaveja o només lleument després de frec agressiu; miceli basal blanc.
Carn groc llimona a la cama, més pàl·lida en la base del barret i sobre els tubs, porpra rosàcia a la resta del barret i porpra al peu, com en el mataparent de cama bleda-rave (Suillellus queletii); blaveja intensament al tall; olor i tast no distintius

## Distribució i hàbitat
Molt rar; des de finals d’estiu a tardor; només sobre sòls silícics, s’ha citat però a la Serra de Tramuntana de Mallorca, de sòl calcari; termòfil; de la terra baixa i muntanya mediterrània; en boscos de planifolis, vora alzina, surera i roures, principalment roure reboll

## Comentaris
Molt proper al mataparent d’Ichnusa (Alessioporus ichnusanus) i, de manera menys significativa, a altres mataparents xerocomoides dels gèneres Hortiboletus i Xerocomellus (Hortiboletus rubellus, Xerocomellus ripariellus, X. porosporus, X. cisalpinus). De tots aquests darrers se'n diferencia pel fet de disposar el mataparent rosa i blanc d'una cama radicant o soldada en flotes, la carn blavejar al frec de manera més o menys intensa i ser una espècie meridional.
El mataparent d'Ichnusa té el barret de bru olivaci a bru fosc o bru negrós, la cama robusta, amb reticle ben visible, especialment a la part superior, amb malla ampla, vermellosa; la carn és blanquinosa al barret, groc llimona pàl·lid a la cama, vinaci a bru vinaci al peu i blaveja homogèniament quan s'exposa a l'aire. El mataparent rosa i blanc té el barret de colors rosacis, la cama més prima, radicant i unida a altres cames de forma fasciculada; ornamentada amb grànuls vermellosos però sense reticle i la carn rosàcia al barret, que blaveja a la cama i vermella al peu

## Comestibilitat
Comestible; considerat de qualitat mediocre, a causa de la seva raresa és aconsellable no consumir-lo i preservar-lo.